# カインソン県
カインソン県（カインソンけん、ベトナム語：Huyện Khánh Sơn / 縣慶山?）は、ベトナム社会主義共和国カインホア省の県。面積は337km²、人口は18,368人（2003年）である。